# Bluetooth Low Energy
Bluetooth Low Energy, Bluetooth LE (kurz BLE), ehemals Bluetooth Smart, ist eine Funktechnik, mit der sich Geräte in einer Umgebung von etwa 10 Metern vernetzen lassen (siehe auch Rechnernetz). Im Vergleich zum „klassischen“ Bluetooth soll BLE einen deutlich geringeren Stromverbrauch und geringere Kosten mit einem ähnlichen Kommunikationsbereich haben. Die unabhängig entwickelte Technik wurde 2009 als optionaler Teil von Bluetooth 4.0 veröffentlicht.
Technisch ist Bluetooth Low Energy nicht rückwärtskompatibel, neuere Bluetooth-Geräte müssen zusätzlich den LE-Protokollstapel unterstützen, um sich verbinden zu können. Mit der Bluetooth-Spezifikation 4.2 wurde IPv6 in den Smart-Protokollstapel integriert, um die Technik besser für das Internet der Dinge zu positionieren. Bluetooth 5.0 umfasst nur Änderungen für Low Energy mit neuen Modi für die Gebäudeautomation, wofür später auch ein Mesh-Protokoll hinzugefügt wurde. Mit Bluetooth 5.1 als Update von Bluetooth 5 wurde 2019 eine zentimetergenaue Ortung eingeführt.

Das Bluetooth-Logo, das sich aus den Runen Hagall und Berkana, den Initialen von Harald Blauzahn, zusammensetzt

## Geschichte
Die Entwicklung wurde von Nokia im Jahr 2001 begonnen, um Lücken in den bisherigen Anwendungsszenarien abzudecken. Als Grundlage wurde der damalige Bluetooth-Standard verwendet (Bluetooth-1.1-Standard 2002 und Bluetooth-1.2-Standard 2005), der für geringeren Stromverbrauch und Kosten weiterentwickelt wurde. Die Ergebnisse wurden erstmals 2004 als Forschungsarbeit bei der IEEE als „Bluetooth Low End Extension“ veröffentlicht. Mit anderen Partnern im 6. Rahmenprogramm der EU wurde die Service-Seite durch das MIMOSA-Projekt weiter definiert, und die Ergebnisse im Oktober 2006 unter dem Markenzeichen „Wibree“ vorgestellt. Der Name „Wibree“ setzte sich aus „Wi“ als Abkürzung für Wireless und „Bree“ nach einem Ort aus der Fantasiesaga Herr der Ringe, an dem sich wichtige Wege kreuzen, zusammen. Wibree war zu diesem Zeitpunkt eine Gemeinschaftsentwicklung von Nokia, Logitech, Epson, Broadcom, CSR und Nordic.
Im Juni 2007 wurde eine Vereinbarung zwischen dem Wibree-Forum und der Bluetooth Special Interest Group erreicht, mit der die Wibree-Technik in den Bluetooth-Standard aufgenommen werden sollte. In den ersten Ankündigungen des zu entwickelnden Normenteils im Juli 2007 hieß die Funktechnik dann Bluetooth Ultra-Low-Power Technology. Noch vor der Fertigstellung wurde dies erneut umbenannt, da die verwendete Bezeichnung Ultra Low Power eine sprachliche Assoziation zu Power = Leistung hat, die im Hinblick auf die Forderung der Politik nach Geräten mit geringerem Energieverbrauch vermieden werden sollte. Die neue Protokoll-Architektur wurde dann als Bluetooth Low Energy im April 2009 in Tokio vorgestellt. Die formelle Verabschiedung als Normenteil von Bluetooth 4.0 erfolgte im Dezember 2009.
Bluetooth 4.2 wurde im Dezember 2014 verabschiedet und enthält zahlreiche Erweiterungen für den Bereich Bluetooth Smart. Neben der Unterstützung von IPv6 gibt es auch die Möglichkeit, zehnmal so lange Datenpakete über die Kanäle zu verschicken. Hinzu kommen Verbesserungen an der Sicherheitsarchitektur, da die alten Verfahren umgangen werden konnten. Die seit 2015 angebotenen Wearables kommunizieren daher durchgehend per Bluetooth 4.2.
Im Dezember 2016 wurde Bluetooth 5.0 veröffentlicht. Wesentliche Neuerungen sind die doppelte Übertragungsrate bei BLE von nun 2 MBit/s (2M PHY) oder die Reduzierung der Datenrate (auf 500 oder 125 kbit/s) zugunsten der Reichweite (LE Coded). Wo erlaubt, darf BLE nun mit 100 mW senden, statt mit 10 mW wie bei den vorherigen Standards.
Im Januar 2019 wurde Bluetooth 5.1 veröffentlicht. Als wesentliche Neuerung wurde hier das „Direction Finding“, eine Form der Funkpeilung, eingeführt. Dadurch lässt sich nicht nur die grobe Entfernung durch die gemeldete Signalstärke ermitteln, sondern auch, aus welcher Richtung ein Signal gesendet wurde. Über die Triangulation lässt sich damit eine Ortung im Zentimeterbereich realisieren, was vor allem innerhalb von Gebäuden Vorteile liefert, aber auch die Fußgängernavigation unterstützen kann. Außerdem wurde das parallel entwickelte Bluetooth-Mesh-Protokoll integriert.
Im Januar 2020 wurde Bluetooth 5.2 veröffentlicht. Wesentliche Neuerung ist hier ein neues Audioprofil (kurz „LE Audio“), das im Verlauf des Jahres 2020 spezifiziert werden sollte, sich jedoch bis 2022 verzögerte. In der Norm hat man auch gerade dafür isochrone Kanäle für eine stabile Übertragung eingeführt. Es gab schon vorher Bluetooth Audio über Bluetooth LE verschiedener Hersteller; da allerdings im A2DP-Profil des Classic Bluetooth zur Komprimierung standardmäßig der Low Complexity Subband Codec (SBC) eingesetzt wurde, dominierten bei Bluetooth 4 proprietäre Codecs den Markt, weil der freie SBC-Codec bei 48 kHz eine Datenrate von 345 kbit/s ergibt, was über der Uncoded-LE-Datenrate liegt. Auch dann konnten Störungen zu Aussetzern führen, die nur durch die höhere Nettodatenrate des 2M PHY bei geringerer Entfernung aufgefangen werden konnten. Mit Bluetooth 5.2 wird nun der Low Complexity Communications Codec (LC3) als Grundstandard eingeführt, der besser komprimiert und mit verschiedenen Samplingraten einen Bereich von 16 bis 320 kbit/s abdeckt. Ziel ist, dass mit steigender Entfernung vom Basisgerät die Bitrate der Übertragung sinkt und entsprechend die Audio-Qualität ebenfalls sinkt, ohne jedoch hörbare Aussetzer zu produzieren, wie sie bei SBC-Varianten üblich waren.
Im Juli 2021 wurde Bluetooth 5.3 veröffentlicht. Hierbei wurden die Modi für bessere Latenzzeiten überarbeitet, einschließlich eines schnelleren Moduswechsels. Zusammen mit Verbesserungen bei der Verschlüsselung sollen damit medizinische Geräte besser unterstützt werden. Die kürzeren Latenzen verbessern auch LE Audio, das im Juli 2022 unter dem Markennamen „Auracast“ fertiggestellt wurde.
Im Februar 2023 wurde Bluetooth 5.4 veröffentlicht. Hierbei wurden die Möglichkeiten für Advertising Events (Aufmerksamkeitshinweise) deutlich erweitert. Die Extended Option erlaubt bis zu sechs weitere Datenblöcke auf einem anderen Kanal zu senden. Die Periodic Option erlaubt Empfängern die Pausen besser zu planen. Die Response Option erlaubt auch mehreren Empfängern auf den Hinweis zu reagieren. Zudem kann der Hinweis für jeden Empfänger verschlüsselt werden. Damit kann eine sternförmige Kommunikation ohne Verbindungsaufbau erreicht werden.
Mit Bluetooth 6 wird erwartet, dass das 6-GHz-Frequenzband verwendet wird. Ähnlich wie bei Ultrabreitband (UWB) im gleichen Spektrum wird dabei eine besser Lokalisierung erwartet. Tests sollen die Koexistenz mit Wi-Fi 6E sicherstellen, mit dem WLAN-Router ein drittes Frequenzband erhalten.
Die Version 6.0 wurde im September 2024 veröffentlicht. Ein großer Teil der Verbesserungen bezieht sich auf genauere Ortung und stabilere Audioverbindungen über Bluetooth Low Energy. Bei der Ortung reagiert die Bluetooth SIG insbesondere auf Erfahrungen mit den Apple AirTag, sowie Man-in-the-Middle-Angriffe auf bluetooth-basierte (Tür-)Schlösser. Die Verbesserung bei Burst-längen und zeitgenauen Übertragungen verbessern nicht nur die LE-Audio-Verbindungen, sondern erlauben auch bei medizinischen und sportorientierten Messgeräten eine schnellere Anzeige auf verbundenen Geräten. Hinzu treten Möglichkeiten zur Filterung von Advertising- und Monitoring-Requests. Der neue PHY „LE 2M 2BT“ für die Ortung, sowie weitere neue Features, haben zu einer vorgreifenden Erweiterung des FeatureSet-Blocks von 64 auf 192 Bit geführt.

## Logos

Bluetooth Smart Logo

Für die Bluetooth-LE-Technik wurde ein eigenes Logo Bluetooth Smart kreiert. Geräte mit diesem Logo können sich nur mit anderen Bluetooth-Smart- oder Bluetooth-Smart-Ready-Geräten verbinden.
Das Bluetooth-Smart-Ready-Logo findet man auf herkömmlichen Bluetooth-Geräten (z. B. Smartphones), die um die Bluetooth-LE-Technik erweitert wurden. Diese können sich mit den „klassischen“ Bluetooth-Geräten und mit Bluetooth-Smart- oder Bluetooth-Smart-Ready-Geräten verbinden. Möglich ist dies durch zwei unterschiedliche Funkeinheiten.
Diese Marketing-Begriffe wurden inzwischen wieder aufgegeben. Die SIG hat ab 1. Januar 2017 die Bezeichnung „Smart“ aus allen Dokumenten und Webauftritten gelöscht. In der Vermarktung wurde kein neues Bluetooth-5-Logo eingeführt, das auf die LE-Unterstützung hinweist, sondern es wird empfohlen, das allgemeine Bluetooth-Logo zu verwenden.

## Kompatibilität
Bluetooth Smart und Bluetooth Smart Ready sind optionale Bestandteile von Bluetooth 4.0. Eine Folge daraus ist, dass Bluetooth-4.0-Geräte nicht zwangsläufig mit Bluetooth-Smart-Geräten kommunizieren können müssen. Geräte im Classic Bluetooth müssen allgemein nur die Zusammenarbeit („connectivity“) mit der Basisgeschwindigkeit BR (Basic Rate) unterstützen, die Übertragung mit EDR (Enhanced Data Rate), HS (High Speed) oder LE (Low Energy) ist optional. Für Bluetooth Smart ist eine Single-mode-Implementation vorgesehen, die nur die Konnektivität per LE kennt.
Sowohl Classic Bluetooth als auch Bluetooth Smart arbeiten im 2.4-GHz-ISM-Band, sodass sie sich eine Antenne teilen können. Die Funkübertragung für LE unterscheidet sich so sehr, dass regelmäßig unterschiedliche integrierte Schaltkreise zur Umsetzung eingesetzt werden, die softwareseitig getrennt angesprochen werden, auch wenn sie im selben Chip integriert sind.
Durch die Bearbeitung des Bluetooth-Normengremiums und die geschichtliche Ableitung des Low-Energy-Verfahrens aus dem herkömmlichen Bluetooth wird ein störungsarmer Parallelbetrieb von Classic-Bluetooth- und Bluetooth-Smart-Geräten gewährleistet. Die verwendeten Verfahren zur Kollisionsvermeidung und Bitübertragung sind ähnlich.

### Bluetooth 5
Bei der Spezifikation von Bluetooth 5.0 wurde die Bezeichnung Smart nicht mehr verwendet. Stattdessen wird die Kennzeichnung Bluetooth 5 ohne Versionierung eingeführt und bleibt bei Bluetooth 5.1 (das Erweiterungen für eine zentimetergenaue Ortung beinhaltet) gleich. Dabei ist die Rückwärtskompatibilität mit Bluetooth 4 und dessen 1M PHY verpflichtend.
Da alle Neuerungen in Bluetooth 5 sich ausschließlich auf Bluetooth LE beziehen, ist die Smart-Kompatibilität anzunehmen. Es gibt jedoch in der Core-Spezifikation keine Anforderung, LE (Low Energy) oder BR (Basic Rate) zwingend zu unterstützen, sodass eine Mindest-Interoperabilität von Geräten nicht zugesichert werden kann.

## Funkübertragung

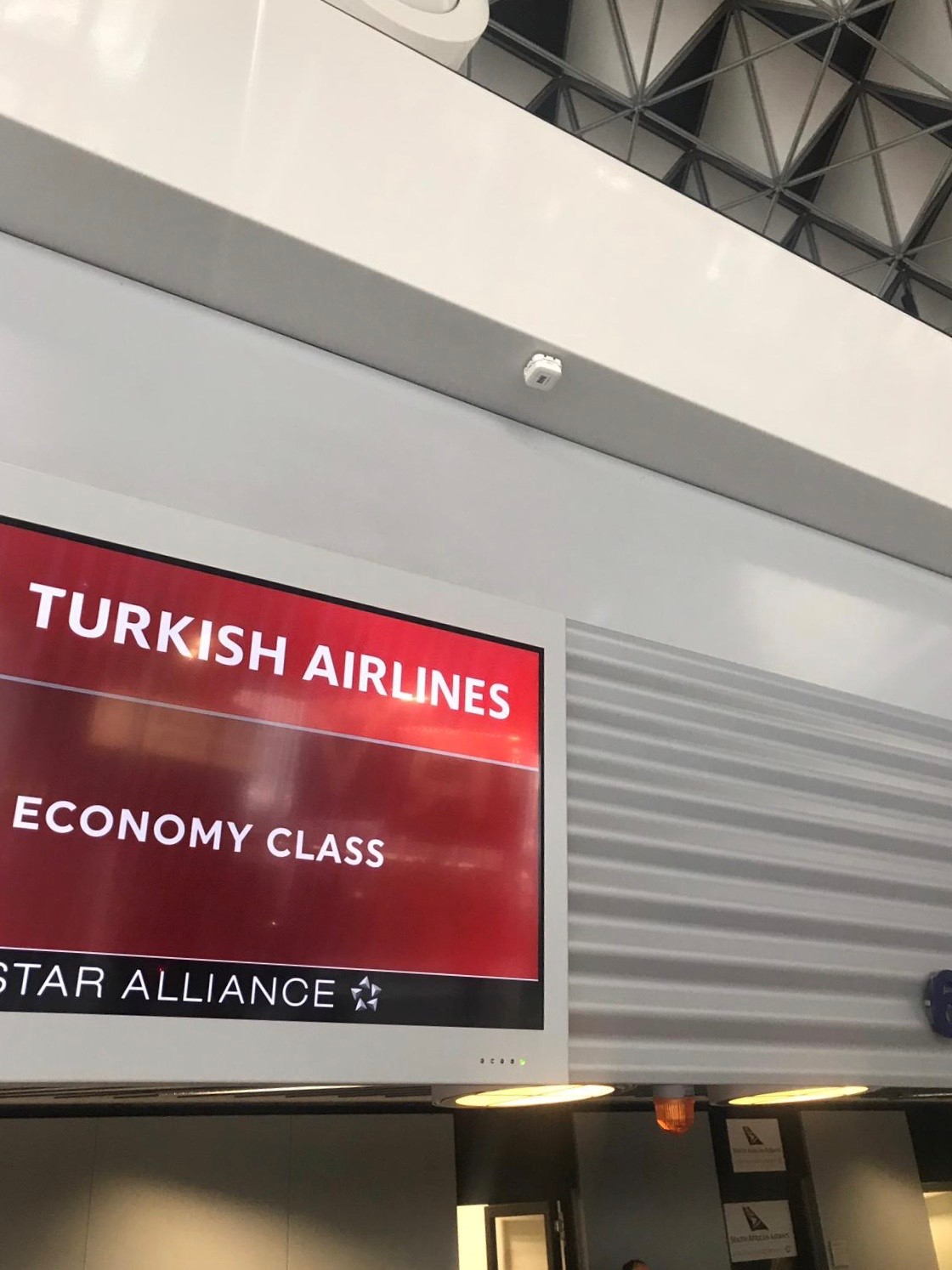
BLE-Sender zur Indoor-Navigation am Frankfurter Flughafen

Bluetooth LE teilt das ISM-Frequenzband in 40 Kanäle mit einer Breite von 2 MHz (2402 MHz bis 2480 MHz). (Herkömmliches Bluetooth BR/EDR teilt das ISM-Frequenzband in 79 Kanäle mit einer Breite von 1 MHz). Bluetooth LE verwendet wie auch Bluetooth BR ein FH-SS Frequenzsprungverfahren zur Kollisionsvermeidung, und beide setzen eine GFSK Frequenzumtastung zur Bitübertragung ein. Die ab Bluetooth 2.0 für die durchsatzstärkeren EDR-Übertragung vorgesehenen, alternativen Phasenumtastungen in der Modulation werden von Bluetooth Smart nicht verwendet, sodass reine BLE-Chips einfacher aufgebaut sein können.
Die Datenübertragungsrate liegt bei Bluetooth LE bei 1 MBit/s, identisch mit dem Wert der Basic Rate BR. Maximal ist für Bluetooth-Smart-Geräte eine Sendeleistung von 10 mW vorgesehen, sodass die typische Reichweite bei 40 Metern liegt. Im Bluetooth-Standard gibt es auch Klasse-1-Bluetooth-Geräte, die mit 100 mW senden können (typische Reichweite von 100 Metern). Dies wurde mit dem Bluetooth-5-Standard für Smart-Profile aufgenommen. Silicon Laboratories stellten Ende 2016 ein BLE-SoC vor, welches eine Reichweite von bis zu 200 m erreichen soll. Diese Sendeleistung wird bei Bluetooth Smart jedoch aus Energiespargründen meist nicht angewendet.
Deutlich verändert zum klassischen Bluetooth sind die Verfahren zur Fehlerkorrektur und zum Verbindungsaufbau. Die Nettodatenrate sinkt von maximal 0,7 MBit/s (Basic Rate) auf 0,27 MBit/s, ein Verbindungsaufbau kann in 3 ms statt mindestens 100 ms erfolgen und eine Datenübertragung nach 6 ms abgeschlossen sein. Insbesondere die kurzen Bursts auf der Funkstrecke tragen zum geringen Stromverbrauch von Bluetooth-LE-Geräten bei: Statt 100 mW als Referenz beim herkömmlichen Bluetooth gibt es Bluetooth-Smart-Profile mit einem Stromverbrauch von typisch 10 mW.

### 2M PHY
Mit Bluetooth 5 wurde die bisherige Funkübertragung um einen Modus mit doppelter Symbolrate erweitert. Da bei LE immer nur ein 1 Bit pro Symbol übertragen wird, wird somit auch die maximale Datenrate theoretisch verdoppelt. Allerdings erhöht der neue Modus damit auch die Bandbreite von bisher etwa 1 MHz auf etwa 2 MHz, sodass es in Randbereichen zu mehr Störungen kommt. Die Aufteilung des ISM-Frequenzbandes in 40 Kanäle mit einer Breite von 2 MHz ist nicht verändert worden. Dies ist ein wesentlicher Unterschied zu Bluetooth 2 EDR, das ebenfalls die Bitrate verdoppeln konnte, aber dies auf 1 MHz Bandbreite mittels π/4-DQPSK- und 8-DPSK-Phasenmodulation erreichte, während Bluetooth 5 bei einer reinen GFSK-Frequenzumtastung bleibt.
Der bisherige Funkübertragung mit 1 MBit analog zur Bluetooth Basic Rate wurde mit Bluetooth 5 in 1M PHY umbenannt. Die Übertragung mit doppelter Schrittgeschwindigkeit wurde als 2M PHY neu eingeführt. Jede 2M PHY Verbindung in Bluetooth Low Energy beginnt mit einem 1M PHY und es ist Aufgabe der Applikation, eine Umschaltung auf einen 2M PHY anzufragen. Beide Seiten schalten dann für Senden und Empfangen um. Gedacht ist die Umschaltung auf den 2M PHY vor allem für Firmware-Updates, bei der die Applikation bei Misserfolg einen neuen Versuch mit dem traditionellen 1M PHY macht. Das Zielgerät sollte sich dabei nahe am Sender befinden (wenige Meter).

### LE Coded
Mit Bluetooth 5 wurde die bisherige Funkübertragung um zwei Modi mit verringerter Datenrate ergänzt. Die Symbolrate des „Coded PHY“ entspricht dem 1M PHY, aber es werden beim Modus S=2 immer zwei Symbole je Datenbit verwendet. Das bei S=2 verwendete Kodiermuster P=1 („Pattern Mapping“) ist dabei sehr einfach – zu jedem Datenbit wird das gleiche Symbol zum Auffüllen produziert. Beim Modus S=8 mit acht Symbolen je Datenbit wird dagegen ein Datenbit gegensätzlich kodiert – beim Kodiermuster P=4 wird eine 0 zu binär 0011 und eine 1 zu 1100 binär kodiert. Bei S=2 mit P=1 verdoppelt sich in etwa die Reichweite, bei S=8 mit P=4 vervierfacht sich etwa die Reichweite.
Bei der „LE-Coded“-Übertragung wird jedoch nicht nur die Fehlerkorrektur verändert, sondern ein grundlegend anderes Paketformat angewendet. Ein „LE-Coded“-Burst besteht aus drei Blöcken. Der Umschaltblock („extended preamble“) wird wie ein LE 1M PHY übertragen, besteht aber nur aus 10-mal binär '00111100’ hintereinander. Diese 80 Bit werden nicht durch die übliche Fehlerkorrektur von LE umkodiert, sondern erscheinen direkt im Funkkanal. Danach folgt ein Kopfblock („FEC Block 1“), der immer mit S=8 übertragen wird und nur die Zieladresse („Access Address“ / 32 bit) und die Kodierkennung („Coding Indicator“ /2 Bit) enthält. Die Kodierkennung besagt, mit welchem Kodiermuster der folgende Nutzdatenblock („FEC Block 2“) übertragen wird – hier ist dann S=2 einsetzbar.
Das neue Paketformat von Bluetooth 5 erlaubt von 2 bis zu 256 Bytes als Nutzdaten in einem Burst zu übertragen. Dieses ist erheblich mehr als das bisherige Maximum von 31 Bytes an Nutzdaten bei Bluetooth 4. Zusammen mit der Reichweitenerkennung soll dieses für Lokalisierungsfunktionen ausreichen. Insgesamt wird die vierfache Reichweite – bei gleicher Sendeleistung – durch ein Achtel der Datenrate mit 125 kBit erkauft. Das alte Paketformat, das bei 1M PHY und 2M PHY weiter verwendet wird, heißt ab Bluetooth 5 nun „Uncoded“. Dazwischen liegt das „LE-Coded“-Format S=2 mit 500 kBit für die Nutzdaten, das vor allem die Latenzen verringern kann und bei langen Datenblöcken stromsparender ist, da der Burst insgesamt kürzer ausfällt.

### LE 2M 2BT
Der neue PHY in Bluetooth 6 wird ausschließlich für die genauere Ortung mit den neuen Verfahren PBR (Phase-Based Ranging) und RTT (Round-Trip Timing) verwendet. Die Paketformat enthält nur noch Nutzdaten (keine Fehlerkorrektur), und die Symbolrate wird halbiert. Dies erlaubt die genauere Zeitmessung der Flanken des Musters.

## Verbindungstypen
Das Classic Bluetooth kann im Piconet bis zu 255 Geräte (Slaves) verwalten, von denen 7 gleichzeitig aktiv sein können, die sich die Bandbreite aufteilen (bei EDR können so bis zu drei Audioübertragungen störungsfrei parallel stattfinden). Das Bluetooth Smart kennt keine Aktiv/Passiv-Unterscheidung. (Audioübertragungen sind erst seit einer im Herbst 2022 veröffentlichten Standarderweiterung bzw. einer neuen Standardversion spezifiziert).
Alle Bluetooth-LE-Geräte senden unabhängig voneinander kurze Advertising Events (Aufmerksamkeitshinweise) auf einem der drei Advertising Channels (effektiv Anmeldekanäle). Anschließend lauscht das Gerät auf diesem Kanal nach einer Verbindungsanfrage, worauf dann auf einen der verbliebenen 37 Kanäle gewechselt wird, um einen größeren Datenblock vom Gerät zu erhalten. Bei Bluetooth Smart ist der mögliche Master die meiste Zeit passiv, die möglichen Slaves senden in einem regelmäßigen Intervall auf dem Advertising Channel – als Beispiel kann der iBeacon so konfiguriert werden, dass er statt 100 ms nur alle 900 ms aktiv wird. Die Unterscheidung in Master und Slave ist nicht generell den beteiligten Geräten zugeordnet, sondern wer auf einen Advertising Event reagiert, wird für die folgende Datenverbindung der Master.

## Verbindungsaufbau
Während die Funkübertragung und der Verbindungsaufbau von Bluetooth LE inkompatibel mit den restlichen Teilen von Bluetooth sind, verwenden die höheren Teile im Bluetooth-Protokollstapel die gleichen Protokolle (L2CAP, ATT). Auch die Probleme der Bluetooth-Sicherheitsmodi wurden übernommen.

Um einen ersten Kontakt zwischen zwei Geräten herstellen zu können, sendet ein Gerät periodisch Pakete auf mindestens einem der drei Advertising-Kanäle. Das andere Gerät horcht periodisch auf einem der drei Kanäle für jeweils eine bestimmte Zeitspanne, wobei nach jedem Intervall der Kanal gewechselt wird. Die Prozedur ist erfolgreich, sobald ein Paket in eine Empfangsphase fällt. Die beiden Perioden für das Senden von Paketen (advertising interval) und für das Empfangen (scan interval) sowie die Dauer einer Empfangsphase (scan window) können von einem Gerät in gewissen Grenzen frei ausgewählt werden. Die Wahl der Parameter hat einen starken Einfluss auf die Latenz und den Energieverbrauch des Verbindungsaufbaus.
Nach dem Herstellen des ersten Kontakts werden auch die Parameter für das Frequency Hopping gesetzt, welche aus der Verweildauer auf einem Kanal („hop interval“) und dem Sprungwert zum nächsten Kanal („hop increment“) bestehen. Bei Bluetooth LE muss auf jedem Kanal ein Paket übertragen werden, und es muss danach der Kanal gewechselt werden. Jedes Paket beginnt mit einer Bluetooth-LE-Kennung von 8 Bit, gefolgt von einer 32-Bit-Zugriffskennung, vor den maximal 39 Byte Nutzdaten und einer 24-Bit-Prüfsumme. Da die Nutzdaten im Protokollstapel immer ein Längenfeld (oftmals mit Wert null) und Bits zur Datenflusssteuerung enthalten (insgesamt 14 Bit), ist der Bereich der Nutzdaten effektiv mindestens 2 Byte lang. Auf den Advertising-Kanal ist die Zugriffskennung festgelegt (hexadezimal 0x8E89BED6), und auf den 37 Datenkanälen wird eine Kennung verwendet, die beim Verbindungsaufbau festgelegt wurde.
Tatsächlich steht die Zugriffskennung schon im „Connect-Paket“ auf dem Advertising-Kanal; dies vereinfacht das passive Mithören von Daten im Funkkanal. Da auch die Verschlüsselungsinformation für den AES-CCM-Algorithmus schon beim Verbindungsaufbau mitgegeben werden, können Angreifer die Daten nachvollziehen. Weitere Schutzmechanismen, wie etwa die Vergabe einer sechsstelligen PIN, werden in der Praxis nicht verwendet – alle Werte im Standard weisen in der Realität den Wert null auf. Bei Bluetooth 4.2 wurden die Schwachstellen beim „Pairing“ auch mit dem neu eingeführten ECDH-Verfahren (Elliptic Curve Diffie Hellman) behoben.

## Profile
Aus der Sicht des Classic Bluetooth verbinden sich Bluetooth-LE-Geräte immer über das GATT-Profil – das Generic Attribute Profile ist für Sensordaten und allgemein die energieeffiziente Übertragung kleiner Datenmengen optimiert. Neben der Zugriffsteuerung per GAP (Generic Access Profile) implementieren Single-Mode-Bluetooth-Smart-Geräte nur Varianten dieses Profils. Die GATT-Spezifikation definiert eine Reihe von Attributen und zeigt die Verwendung für Sensorprofile und Anwendungsdienste, schon die GATT-Spezifikation 1.0 enthielt zwei Dutzend GATT-Profile und -Dienste. Grundsätzlich kann ein Bluetooth-Smart-Gerät dabei mehrere Rollen gleichzeitig annehmen und im Advertising Event anbieten.
Bluetooth LE unterstützt hier praktisch keines der verbreiteten Bluetooth-Profile wie die Anbindung eines Headset (Profil HSP) oder die Übertragung von Audio und Video (Profile A2DP und VDP). Innerhalb der GATT-Profile gibt es dafür auch keine äquivalente Unterstützung. Das Bluetooth-Profil FTP zum Dateitransfer ist eine Obermenge des OBEX Profils (Object Exchange), das sich in Bluetooth LE in den GATT-Profilen OTP und OTS (Object Transfer Profile/Service) wiederfindet.

## Geräte
Wie Bluetooth 2.1 sendet Bluetooth Low Energy im 2,4-GHz-Bereich, soll dabei weniger Energie verbrauchen und in der Integration erheblich kostengünstiger sein. Dieser neue Protokollstapel ist mit Bluetooth-Version 2.1 verträglich, ist aber unabhängig zu konfigurieren. Bluetooth Low Energy wird es als Einzel-Chip-Lösung für Kleingeräte geben und ist in Kombination mit bisherigen Bluetooth-Geräten zu benutzen. Voraussetzung ist bei bisherigen Geräten mindestens eine neue Softwareversion.
Das Betriebssystem Android unterstützt Bluetooth Low Energy ab der Version 4.3 (Mitte 2013). In Android 5.0 wurde dann der Protokollstapel ausgetauscht, was jedoch auf Kosten der Kompatibilität zu bestehenden Bluetooth-LE-fähigen Apps ging, da sich dadurch auch das API teilweise geändert hat. Apples Betriebssystem iOS unterstützt BLE seit iOS 5 mit dem CoreBluetooth-Framework, das im Oktober 2011 erschienen ist. BLE ist für das Nokia Lumia 520, 620, 625 und 720 mit der Lumia-Amber-Software bereits verfügbar (Mitte 2013). Mit der Softwareaktualisierung auf Nokia Lumia Black (Anfang 2014) wurde die Bluetooth-LE-Funktion auf allen Nokia-Lumia-Smartphones mit Windows Phone 8 aktiviert.
Neben Windows Phone 8.1 findet sich auch eine Unterstützung ab dem Desktop-Betriebssystem Windows 8. Unter Linux findet sich die Unterstützung in BlueZ 5, das Anfang 2013 vorgestellt wurde, und mindestens einen Kernel 3.4 benötigt. Ebenfalls findet sich eine Unterstützung ab BlackBerry 10 und Unison OS 5.2.

### Bluetooth 5.x
Bluetooth 5 wird seit Android Oreo (8.0) unterstützt. Dies führte zu einiger Verwirrung bei der Veröffentlichung des Samsung Galaxy S8, das zwar Hardware für Bluetooth 5.0 mitbrachte, aber durch Android 7 diese gar nicht nutzen konnte. Es zeigte sich außerdem, dass dieses Gerät zwar den 2M PHY für eine höhere Datenrate erlaubt, aber nicht den LE-Coded-Modus für eine höhere Reichweite.
Bluetooth 5 wird seit iPhone 8 / iPhone X unterstützt. Im MacBook Pro ist ein passender Chip seit 2018 eingebaut. Kopfhörer mit Bluetooth 5 sind jedoch erst mit den AirPods der zweiten Generation von Apple verfügbar.

### LE Audio
Die Marktakzeptanz von LE Audio kommt nur langsam voran. Das Fraunhofer-Institut meldete als Lizenznehmer des LC3-Codecs bisher Microsoft im Juli 2020 und Broadcom im November 2020.  Im Januar 2021 folgte der MediaTek. Apples AirPods setzten mittlerweile zwar Bluetooth 5.3 ein, implementieren den LE-Audio-Standard Stand 2023 aber immer noch nicht.
Bedingt durch die Coronakrise hat sich die Entwicklung von LE Audio verzögert. Im Juni 2022 hat dann die Bluetooth SIG die Marke „Auracast Broadcast Audio“ vorgestellt. Auracast soll dann Geräte bezeichnen, die eine Vielzahl von Empfängern anschließen kann. Im Juli 2022 wurde die Spezifikation fertiggestellt, mit dem Hinweis auf Profile für Hörgeräte, die in öffentlichen Einrichtungen derzeit noch auf Höranlagen mit T-Spulen angewiesen sind.
Im November 2022 hat Qualcomm Audio-Chips mit der Unterstützung für Auracast nach Bluetooth 5.3 veröffentlicht. Diese sind zusammen mit dem ab Dezember 2022 verfügbaren Snapdragon 8 Gen 2 entwickelt worden, der von einer Reihe von Herstellern in Smartphones eingesetzt wird. Bereits Android 13 (2022) unterstützt LE Audio. Jedoch zeigte Samsung erst mit Android 14 (2023) und einem Update der Galaxy Buds eine vollständige Unterstützung für Auracast. Im zweiten Halbjahr 2023 erschienen weitere Geräte. Das 2023 erschienene iOS 17 unterstützt Auracast allerdings noch nicht.
Bluetooth 6 verbessert zwar die Übertragung von LE Audio, bei der Veröffentlichung 2024 gab es jedoch keine Hersteller, die eine naheliegende Unterstützung ankündigten.

## Bluetooth Mesh
Das Mesh-Protokoll für Bluetooth wird unabhängig von der Standardisierung für Bluetooth-Geräte entwickelt. Es setzt jedoch mindestens eine LE-Verbindung voraus, wie sie seit Bluetooth 4.0 integriert wurde. Die Entwicklung von „Bluetooth Mesh“ begann 2015 und wurde im Juli 2017 in der Version 1.0 von der Bluetooth SIG verabschiedet.
Bluetooth Mesh arbeitet mit kurzen Nachrichten, die oft weniger als 11 Byte lang sind und bis 384 Byte umfassen können. Fragmente können in verschiedenen Bursts gesendet und am Ziel wieder zusammengesetzt werden. Ab Bluetooth 5 passen auch die langen Nachrichten in einen einzigen Burst. LE Coded kann in einem Burst 256 Bytes statt vormals maximal 31 Bytes Nutzlast übertragen.
Eine Nachricht beginnt immer mit dem Opcode, der 1 Byte (Sondernachrichten), 2 Byte (Standardnachrichten) oder 3 Byte (herstellerspezifische Spezialnachrichten) umfassen kann. Weiter enthalten sind die Quelladresse und Zieladresse im Netzwerk, was sowohl einzelne als auch Gruppen von Geräten betreffen kann. Die verwendete Sequenznummer vermeidet Replay-Attacken. Die Verschlüsselung und Authentifizierung ist verpflichtend, wobei verschiedene Schlüssel für Netzwerk und Applikation eingesetzt werden.
Das Nachrichtenfeld Time to Live (TTL) beschränkt die Weiterleitung auf 126 Hops. Es können bis zu 4096 Teilnetzwerke verknüpft werden, mit der maximal 65535 Szenen angesprochen werden können. Theoretisch können dort maximal 16384 Gruppen mit je maximal 32676 Knoten angesprochen werden; es wird jedoch praktisch ein niedrigeres Limit erwartet.

## Sonstiges

### Corona-Apps
Im Zuge der COVID-19-Pandemie wurden einige Apps für Smartphones veröffentlicht, die das Social Tracing von Kontakten von Infizierten erleichtern sollen. Das automatisierte Sammeln der Kontakte erfolgt dabei häufig über Bluetooth Low Energy als der verbreitetsten Form des Nahfunks in der Bevölkerung. Dies ergibt sich aus dem Design von Bluetooth für ein Wireless Personal Area Network mit einer Reichweite von höchstens einigen Metern. Andere Nahfunk-Standards wie NFC haben eine zu kurze Reichweite, während weitere verfügbare Funkstandards auf dem Smartphone einen höheren Stromverbrauch haben.
Bei der Veröffentlichung von Apps kam es Mitte 2020 zu Irritationen beim Thema Datenschutz. So verlangt die Aktivierung der Bluetooth-Signalstärke das Zugriffsrecht „Standortermittlung“ in den Einstellungen, das gleichzeitig auch den Zugriff auf andere Ortungsdienste einschließlich GPS erlaubt. Dies hängt mit Bluetooth-Funkbaken beziehungsweise Apples iBeacon zusammen, die für Indoor-Navigationssysteme entworfen wurden, wo man in Abwesenheit des GPS-Signals dennoch die exakte Geokoordinate an das Smartphone senden kann. Über eine Echtzeit-Triangulation mehrerer Beacons ist dann sogar eine zentimetergenaue Bestimmung möglich. Die Nutzung dieser Standortbestimmung, wie auch von GPS, wird jedoch von den Herstellern der Apps verneint. Die Betriebssystemhersteller für Smartphones boten zum Zeitpunkt der Inbetriebnahme der Apps jedoch keine technische Möglichkeit, Abstandsmessungen und Koordinatendienste mit unterschiedlichen Zugriffsrechten auseinanderzuhalten. Diese technische Beschränkung ist von Forderungen zu unterscheiden, gerade die Standorte der Kontakte aufzuzeichnen, um Fehlalarme bei der Eindämmung zu verringern.